# Noelle Scaggs
Noelle Scaggs, přechýleně Noelle Scaggsová (* 8. října 1979 Denver, Colorado) je americká zpěvačka. Ve svých šesti letech se s rodiči přestěhovala do Los Angeles. Byla členkou soulové skupiny The Rebirth, se kterou v roce 2005 vydala album This Journey. V roce 2008 spoluzaložila skupinu Fitz and the Tantrums, se kterou nahrála alba Pickin' Up the Pieces (2010) a More Than Just a Dream (2013). První uvedené se vyšplhalo na čelo žebříčku Billboard Heatseekers.
Během své kariéry spolupracovala i s dalšími hudebníky, mezi které patří John Cale, Damian Marley, Mayer Hawthrone, Quantic, Defari nebo kapely The Black Eyed Peas či Dilated Peoples. Kritiky bývá uznávána pro svůj silný hlas a charismatické výstupy na jevišti.

## Mládí
Noelle Scaggs se narodila 8. října 1979 v Denveru ve státě Colorado a v šesti letech se s rodiči přestěhovala do Los Angeles. Její otec byl DJ a v útlém věku tak poslouchala jeho sbírku desek, na nichž hráli a zpívali skupiny a jednotlivci jako Parliament, Tenna Marie, The Pointer Sister a The Temptations. S rodiči také poslouchala Marvina Gaye a na začátku pěvecké kariéry ji ovlivnila zpěvačka Tina Turner.
Nejprve vystupovala na rodinných sešlostech před přáteli a rodinou, v devíti letech již projevila vážný zájem o zpěv. Na základní škole denně cvičila a zapsala se sama na všechny talentové soutěže. Scaggs uvedla v rozhovoru: „Byla jsem ten typ dítěte, kdy máte sice kamarády, ale jinak s ostatními moc nevycházíte. Cítila jsem, že potřebuju něco, v čem bych vynikla. A pro mě to něco byla hudba.“ Zpívat se Noelle naučila sama, jenom jeden rok na střední škole chodila na hodiny zpěvu. Když skončila studium na střední škole, byla již rozhodnuta stát se profesionální zpěvačkou.

## Hudební kariéra

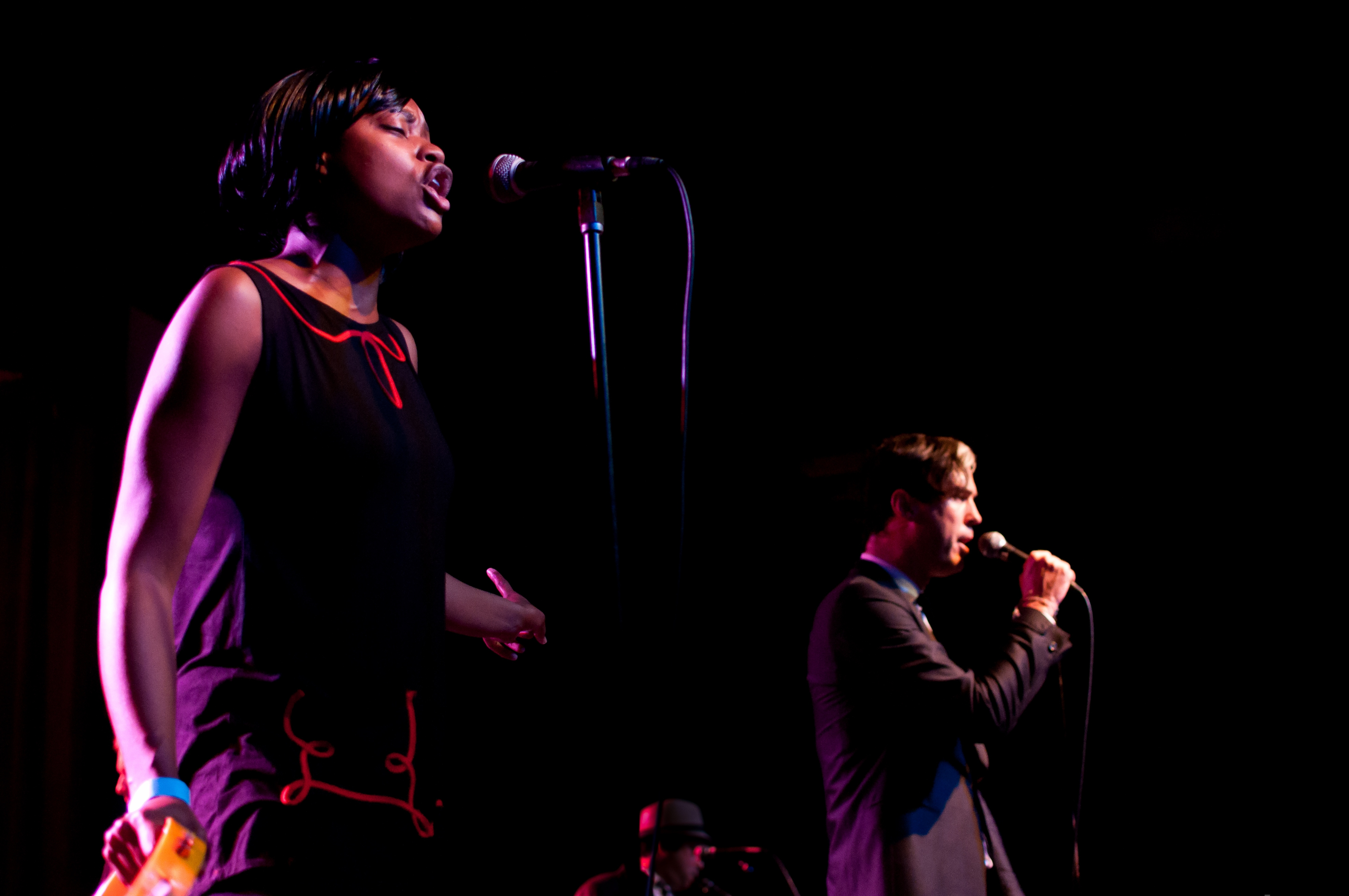
Noelle Scaggs a Mike Fitzpatrick při vystoupení v Asheville, Severní Karolíně v roce 2010

### Sólo tvorba a spolupráce
Hned po střední škole se Scaggs stala jak zpěvačkou, tak textařkou. Zpočátku musela čelit hlavně finanční bariéře a také neschopnosti najít správné producenty. Svými texty se podílela na díle tak různorodých hudebníků jako jsou Radiohead a The Bird and the Bee.
S velkým vydavatelstvím poprvé spolupracovala v roce 2000, kdy nazpívala první hlas písně „If There Be Pain“ pro kompilační projekt The Rose That Grew from Concrete od Interscope. Roku 2001 zpívala na albu Expansion Team kapely Dilated Peoples. O dvě léta později přispěla doprovodnými vokály na albech Elephunk skupiny The Black Eyed Peas a Must B 21 od Will.i.am.
Její jediiné sólové album The Craft, na kterém se na oplátku představili Dilated Peoples, vyšlo v roce 2003.
Na čtvrtém albu An Anouncement to Answer producenta a DJ Willa Hollanda se podílela pěvecky největší mírou. Od té doby spolupracovala s ještě s mnoha umělci při skládání hudby, textů i zpívání; mezi ně patřili sólisté John Cale, Damian Marley, Mayer Hawthrone, Guilty Simpson, Koushik a Evidence a kapely Orgone, The Quantic Soul Orchestra. S Marleym spolupracovala na jeho albu Distance Relatives (2010), které představilo i rappera Nase. S Calem zpívala na EP desce Extra Playful (2011) ve skladbě „Hey Ray“.
Vokálně doprovázela v roce 2008 také zpěvačku Miley Cyrus a vystupovala v uměleckém představení Kanya Westa. Napsala a nazpívala písně pro soundtracky k několika filmům a v některých dokonce hrála. Soundtrack složila například pro komedii Holka na hlídání s herečkou Scarlett Johansson. V jiné komedii Buď v klidu si dokonce zazpívala po boku Johna Travolty jako jeho doprovod.

### The Rebirth
Scaggs vstoupila do soulové kapely The Rebirth jako vedoucí zpěvačka a textařka. V roce 2005 se skupinou vydala první studiové album This Journey In v nezávislém vydavatelství Kajmere Sound. Sama napsala píseň „Stray Away“ a na některých dalších spolupracovala s leaderem skupiny Carlem Guiacem.
První singl alba, titulní skladba „This Journey In“ se umístila na prvních pěti místech v hitparádách v Evropě a Japonsku a dostála pozornosti DJů Gillese Petersona (BBC Radio 1), King Britta (Digitable Planets) a Normana Jaye. S kapelou The Rebirth vystupovala a koncertovala deset let. Po opuštění kapely na dva roky s hudbou přestala.

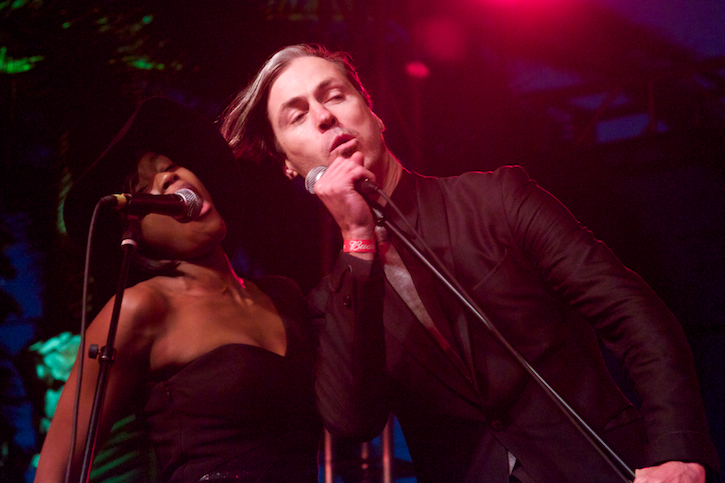
Michael Fitzpatrick, frontman kapely Fitz and the Tantrums a za ním Noelle Scaggs

### Fitz and the Tantrums
V prosinci roku 2008 se připojila k soul popové kapele Fitz and the Tantrums z Los Angeles. Do skupiny přišla na zkoušku na doporučení saxofonisty Jamese Kinga (se kterým vystoupila na čtyřech koncertech v sérii Live Metro Tour vydavatelství Scion v červenci téhož roku.) Scaggs uvedla: „Když jsem poprvé uslyšela jejich hudbu, zaujala mě. Nebylo to tak ohrané jako současná hudba stranící se Motownu, mnohem více napodobovali osmdesátá léta.“
Poprvé společně koncertovali týden na to v Hollywoodu a Scaggs se rozhodla zůstat při kapele jako zpěvačka, textařka a skladatelka. Svoje debutové EP album Songs for the Breakup, Vol. 1 vydala kapela v srpnu 2009. Do etéru se skladby dostaly přes losangeleské rádio KCRW.
Šest měsíců po prvním koncertu v Hollywoodu vystoupili Fitz and the Tantrums na hudebních festivalech Lollapalooza (Chicago) a Blues & Brews v Telluride. Ke konci roku 2009 vyrazila kapela na turné se skupinami Hepcat a Flogging Molly a dokonce vystupovala jako předskupina na osmi koncertech Maroon 5. V dubnu 2010 podepsala skupina kontrakt s Dangerbird Records. Noelle Scaggs se pak společně s kapelou představila ve třech talk-show (byly to Jimmy Kimmel Live!, Conan a Noční show Jaye Lenoe).
První studiové album Pickin' Up the Pieces bylo vydáno 24. srpna 2010. Dostalo se mu uznání od hudebních kritiků, dobylo čelo žebříčku Billboard Heatseekers a umístilo se i na 140. místě v hitparádě alb Billboard 200.
Skupina byla označena v časopise Vogue za „nejpilnější kapelu roku 2011“ a Rolling Stone je nazval „umělci stojícími za pozornost“. Napsal o nich, že „vrhají popový lesk na známý zvuk Motownu, a to z velké části právě díky silnému hlasu a bujnému vzezření Noelle Scaggs.“

## Diskografie

### Sólová alba
- 2003: The Craft ft. Dilated Peoples[8]

### The Rebirth
Studiová alba
- 2006: This Journey In (zpěv)

### Fitz and the Tantrums
Studiová alba
- 2009: Songs for a Breakup, Vol. 1 EP (skladatelka, zpěv)
- 2010: Santa Stole My Lady EP (skladatelka, zpěv)
- 2010: Pickin' Up the Pieces (skladatelka, zpěv)
- 2013: More Than Just a Dream (skladatelka, zpěv, klávesy)
- 2016: Fitz and the Tantrums (zpěv, perkuse)
- 2019: All the Feels

### Spolupráce
Studiová alba
- 2000: The Rose That Grew from Concrete (zpěv)
- 2000: Bridging the Gap od The Black Eyed Peas (doprovodný zpěv)
- 2001: Expansion Team od Dilated Peoples (zpěv)
- 2003: Elephunk od The Black Eyed Peas (doprovodný zpěv)
- 2003: Must B 21: Soundtrack to Get Things Started od will.i.am (doprovodný zpěv)
- 2004: Crescent Moon od Lunar Heights (zpěv)
- 2004: The Arrival od Cutthroat Dymond Cutz Family (zpěv)
- 2005: 100% Black Novenoe Volument DVD (doprovodný zpěv)
- 2005: Grammy Nominees 2005 (doprovodný zpěv)
- 2005: Push Comes to Shove od MED (skladatelka)
- 2005: Monkey Business od The Black Eyed Peas (doprovodný zpěv)
- 2005: Soul Divas (Wagram) (představovaná umělkyně)
- 2006: An Announcement to Answer od Quantic (skladatelka, zpěv)
- 2006: Authentic Vintage od Jerna Eye (zpěv)
- 2007: Rough Guide od Latin Funk (skladatelka)
- 2007: Shapes 07:01 (skladatelka)
- 2007: Walk Hard: The Dewey Cox Story (hudebnice, zpěv)
- 2007: The Killion Floor od Orgone (textařka, zpěv)
- 2007: The Weatherman LP od Evidence (sbor, zpěv)
- 2007: Tropidelico od The Quantic Soul Orchestra (zpěv)
- 2008: Jungle Struttin' od The Lions (zpěv)
- 2008: Ode to the Ghetto od Guilty Simpson (zpěv)
- 2008: Out My Window od Koushik (zpěv)
- 2008: The Layover EP od Evidence (zpěv)
- 2009: The Connection, Vol. 1 od Evidence (hostující umělkyně, zpěv)
- 2010: Distant Relatives od Damiana Marleyho (doprovodný zpěv)
- 2010: Fairfax Avenue od Roye Jaye (doprovodný zpěv)
- 2010: For What You've Lost od Raashana Ahmada (hostující umělkyně)
- 2011: Cats and Dogs od Evidence (zpěv)
- 2011: How Do You Do od Mayera Hawthornea (zpěv)
- 2011: Extra Playful od Johna Calea (doprovodný zpěv)
- 2014: White Women od Chromeo (doprovodný zpěv)

### Singly
- "Let's Do It Again"/"Cherry Pie" (hostující umělkyně)[20]